# Sjöstridsskolan
Sjöstridsskolan (SSS) är en truppslagsgemensam fack- och funktionsskola inom svenska marinen som verkat sedan 2005. Förbandsledningen är förlagd i Karlskrona garnison i Karlskrona.

## Historik
Inför försvarsbeslutet 2004 ansåg regeringen att Försvarsmaktens utbildningssystem var både orationellt och kostnadsdrivande, då utbildning i teknisk tjänst genomfördes vid Försvarsmaktens Halmstadsskolor (FMHS) i Halmstad, Arméns tekniska skola (ATS) i Östersund och vid Örlogsskolorna (ÖS) i Karlskrona och Haninge/Berga. Dessutom utbildade Försvarsmakten totalförsvarspliktiga i teknisk tjänst vid utbildningsplattformarna, liksom vid Upplands regemente (S 1) och Flygvapnets Uppsalaskolor (F 20). I dess ställe ansåg regeringen att all teknisk utbildning, vilket även inkluderade den tekniska utbildningen vid Örlogsskolorna, skulle samlas till en ny skola, Försvarsmaktens tekniska skola (FMTS), lokaliserad till Halmstads garnison. Vidare ansåg regeringen i sin proposition att de två marinbaserna, Ostkustens marinbas och Sydkustens marinbas, skulle ersättas med en marinbas, Marinbasen, med ledning i Karlskrona. Vilket medförde att tyngdpunkten för den svenska marinens verksamheten flyttades helt till Karlskrona. Därmed skulle den kvarvarande utbildningen vid Örlogsskolorna tillsammans med Dyknavalcentrum i Berga flyttas till Karlskrona. Vidare föreslog regeringen att Amfibiestridsskolan skulle avvecklas, och amfibieutbildningen skulle flyttas till Karlskrona. Vidare skulle en marin stridsskola, Sjöstridsskolan, bildas i Karlskrona för att därmed erhålla samordningsvinster kopplat till Marinbasen. Den 31 december 2004 avvecklades Örlogsskolorna, från och med 1 januari 2005 övergick skolan till en avvecklingsorganisation fram till dess att avvecklingen skulle vara slutförd senast den 30 juni 2006. Den 1 januari 2005 bildades Sjöstridsskolan i Karlskrona. Sjöstridsskolan blev centrum för den marina utbildningen, dock ej den tekniska utbildningen. Sedan den 1 januari 2014 ingår Marinens provturskommando (PTK M) i Sjöstridsskolan.

## Verksamhet
Sjöstridsskolans enheter har ett flertal uppgifter. Utbildningsenheten (UTBE) genomför utbildning av rekryter till sjömän och soldater (GU-kompaniet af Trolle) samts kadetter till officerare (Kadettkompaniet), vidareutbildar av officerare och genomför grund- och yrkesutbildning av gruppbefäl, soldater och sjömän (GSS). Utvecklingsenheten (UtvE) ansvarar för taktik- och annan mer långsiktig utveckling av Marinen inklusive reglementsutveckling.

## Ingående enheter
Utöver utbildning- och utvecklingsenheten samt amfibiestridssektionen ingår även två andra enheter, vilka tidigare varit självständiga enheter eller tillhört annan enhet.

### Försvarsmaktens dykeri och navalmedicinska centrum
Försvarsmaktens dykeri och navalmedicinska centrum (FM DNC), ingår i Sjöstridsskolan sedan 2005 och ansvarar för frågor kring dykning och andra undervattensaktiviteter. Dessutom har man möjlighet att hålla tryckkammarberedskap åt Landstinget i Blekinge, det vill säga möjlighet att behandla patienter under tryck. FM DNC är Försvarsmaktens kompetenscentrum för dykerifrågor.

### Marinens provturskommando
Marinens provturskommando (PTK M), ingår i Sjöstridsskolan sedan 2014, och har i uppgift att samordna ny- och vidareutvecklingen av materielsystem som till exempel fartyg och simulatorer.

## Förläggningar och övningsplatser
Sjöstridsskolan är till huvuddelen belägen i Karlskrona med förbandsledningen grupperad på Vallgatan 11, men har en amfibiestridssektion i Haninge garnison.

## Heraldik och traditioner
När Sjöstridsskolan bildades antogs och ärvdes traditioner från Amfibiestridsskolan samt Örlogsskolorna. Amfibiestridsskolans traditioner kommer ursprungligen från det avvecklade kustartilleriet. Medan Örlogsskolornas traditioner är hämtade från flottan och de två avvecklade örlogsskolorna Berga örlogsskolor och Karlskrona örlogsskolor. Vid bildandet antogs "Vår flotta" (Widner) som förbandsmarsch för Sjöstridsskolan, en marsch som övertogs från Örlogsskolorna. År 2007 antogs "Marinens officershögskolas marsch" (Dohlin), en marsch som åren 1984–1998 användes av Marinens officershögskola. År 2009 instiftades Örlogsskolornas förtjänstmedalj i guld och silver (SSSGM/SSSSFM). Sjöstridsskolan vårdar i första hand ett traditionsarv från Örlogsskolorna, Amfibiestridsskolan och Marinens dykericentrum samt äldre fartyg, som burit samma namn som skolans nuvarande fartyg. I andra hand vårdas Berga örlogsskolor och Karlskrona örlogsskolor, Kustartilleriets stridsskola, Marinens underofficersskola (MUOS) samt äldre underbefäls- och sjömansskolor, Sjövärnskåren och Skeppsgossekårerna.

### Kadettcorpset Eugenie
Kadettcorpset Eugenie grundades 2006 av Sjöstridsskolan på initiativ av Kapeten A Nilsson. Corpset består av ett kårhus döpt efter fregatten HMS Eugenie. Kårhuset innehåller ett skolbibliotek inriktat mot kadetternas studier med litteratur för alla inriktningar och skrån i flottan. I kårhuset finns en kadettmäss vid namn Virginska mässen, namnet har den fått från den befälhavare af C.A Virgin som seglade med fregatten Eugenie under en spektakulär världsomsegling åren 1851–1853. Virginska mässen tillhör sjökadetterna som studerar vid Sjöstridsskolan och fungerar som kadetternas samlingslokal för fritid och festligheter. Kadettcorpset drivs och förvaltas av en mässdirektion bestående av studerande kadetter. Deras uppgift är att förvalta örlogstradition och skapa förutsättningar för en god gemenskap.

## Förbandschefer
Förbandschefen tituleras skolchef och har tjänstegraden överste eller motsvarande i marinen, kommendör.

- 2005–2006: Överste Johan Eneroth
- 2006–2011: Kommendör Håkan Magnusson
- 2011–2014: Kommendör Erik Andersson
- 2014–2017: Överste Per Jenvald
- 2017–2019: Kommendör Magnus Jönsson [d]
- 2019–2023: Kommendör Jonas Källestedt [e]
- 2023–20xx: Kommendör Erik Öhrn [f]

## Namn, beteckning och förläggningsort
| Sjöstridsskolan | 2005-01-01 | – |  |

| SSS | 2005-01-01 | – |  |

| Karlskrona garnison (F) | 2005-01-01 | – |  |
| Haninge garnison (D)    | 2005-01-01 | – |  |